# Somerville (Massachusetts)
Somerville – miasto w Stanach Zjednoczonych, w stanie Massachusetts, w aglomeracji Bostonu. Miasto ma gęstość zaludnienia 7,619.77/km², co czyni miasto najgęściej zaludnionym w Nowej Anglii i 16. najgęściej zaludnionym w kraju. Somerville zostało założone w 1842 roku, kiedy zostało oddzielone od Charlestown. W 2006 roku miasto zostało uznane za najlepiej zarządzane miasto w Massachusetts przez The Boston Globe.
W mieście rozwinął się przemysł metalowy, spożywczy, maszynowy oraz drzewny.

## Miasta partnerskie
- Trincomalee, Sri Lanka
- Yucuaiquin, Salwador
- Gaeta, Włochy
- Tiznit, Maroko
- Nordeste, Portugalia